# 170022 Douglastucker
170022 Douglastucker è un asteroide della fascia principale. Scoperto nel 2002, presenta un'orbita caratterizzata da un semiasse maggiore pari a 2,8480811 UA e da un'eccentricità di 0,0254614, inclinata di 3,01549° rispetto all'eclittica.